# Лиелупе (остановочный пункт)
Ли́елупе (латыш. Lielupe) — остановочный пункт в Юрмале на электрифицированной железнодорожной линии Торнякалнс — Тукумс II, ранее являвшейся частью Риго-Орловской железной дороги.

## История
Платформа Буллен была открыта в 1913 году, накануне Первой мировой войны. Своё название получила от находящегося невдалеке одноимённого поместья. Обслуживала арендаторов земельных наделов, хуторян, рыбаков, дачников и их гостей. Была открыта для придания большей престижности перспективному курортному месту.
Первое время была оборудована лишь скромным деревянным навесом, ограждавшим ожидающих от непогоды. Своё нынешнее название носит с 1932 года. В годы Второй мировой войны немецкой администрацией переименовывалась в Буллен.

## Галерея

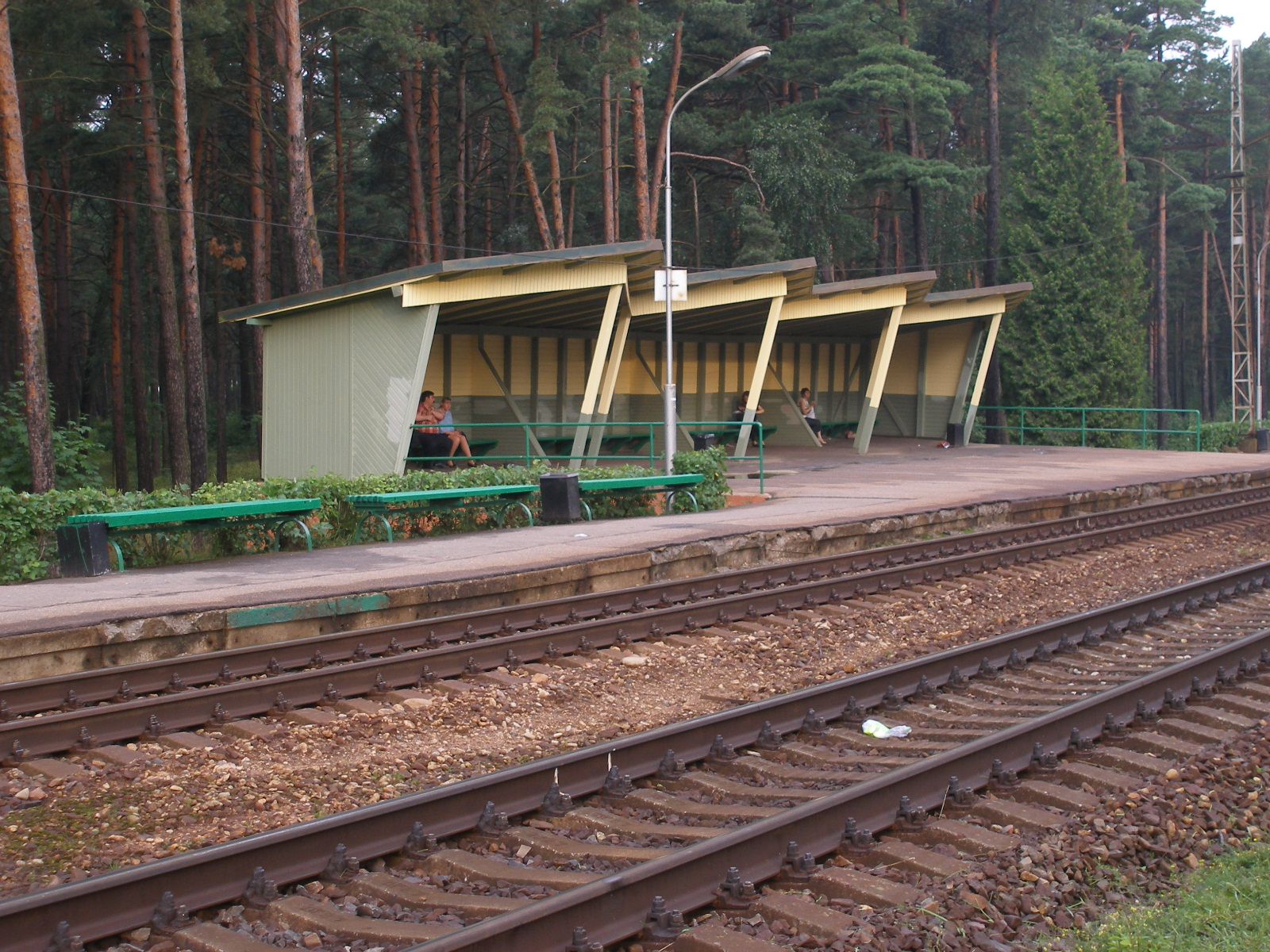
Пассажирский павильон на рижском перроне (июль 2011 года). Демонтирован при реконструкции 2015-2016 гг.
Пассажирское здание остановочного пункта Лиелупе. Вид со стороны бывших летних касс (март 2016 года).
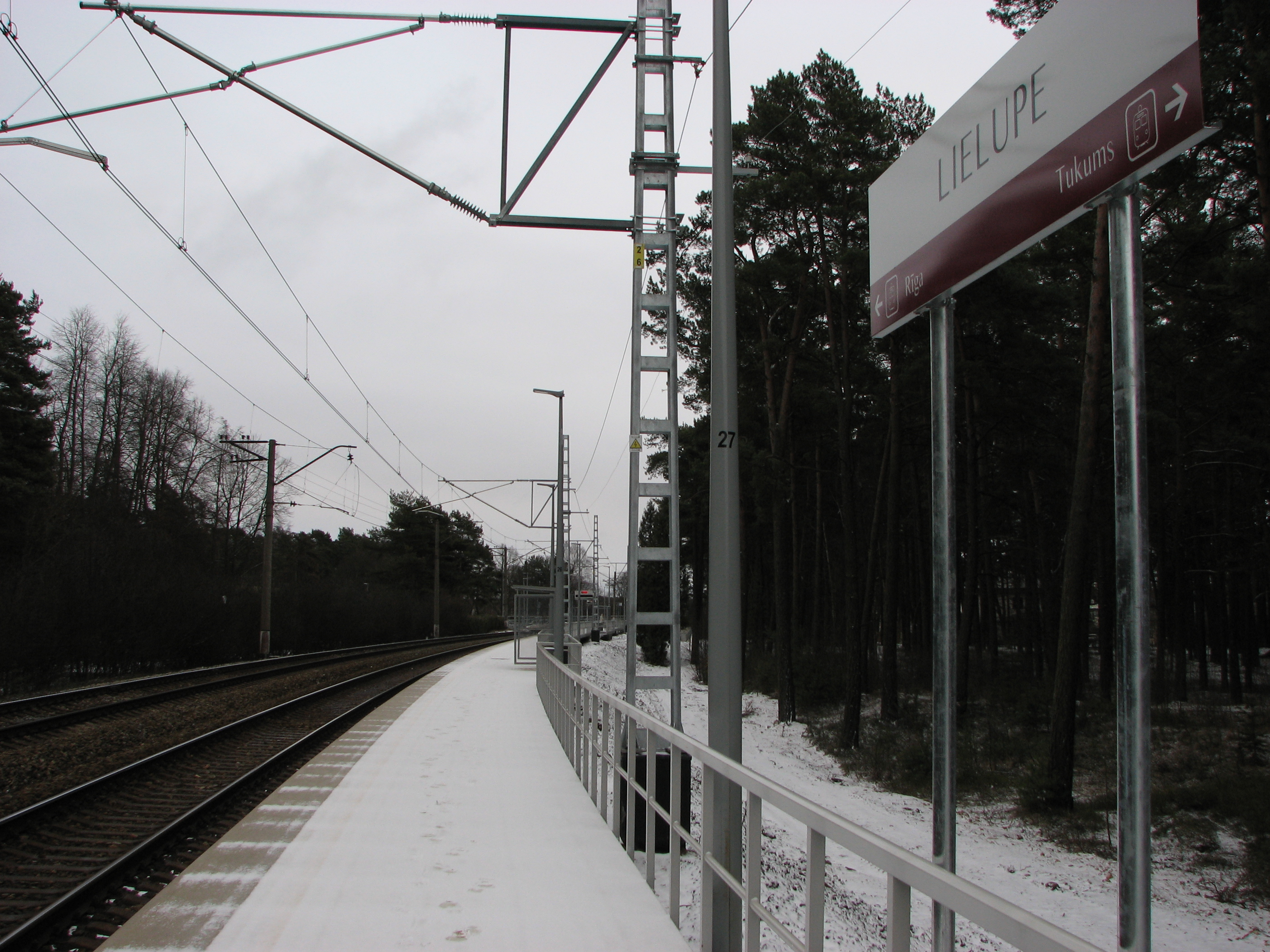
Рижский перрон остановочного пункта Лиелупе (март 2016 года).
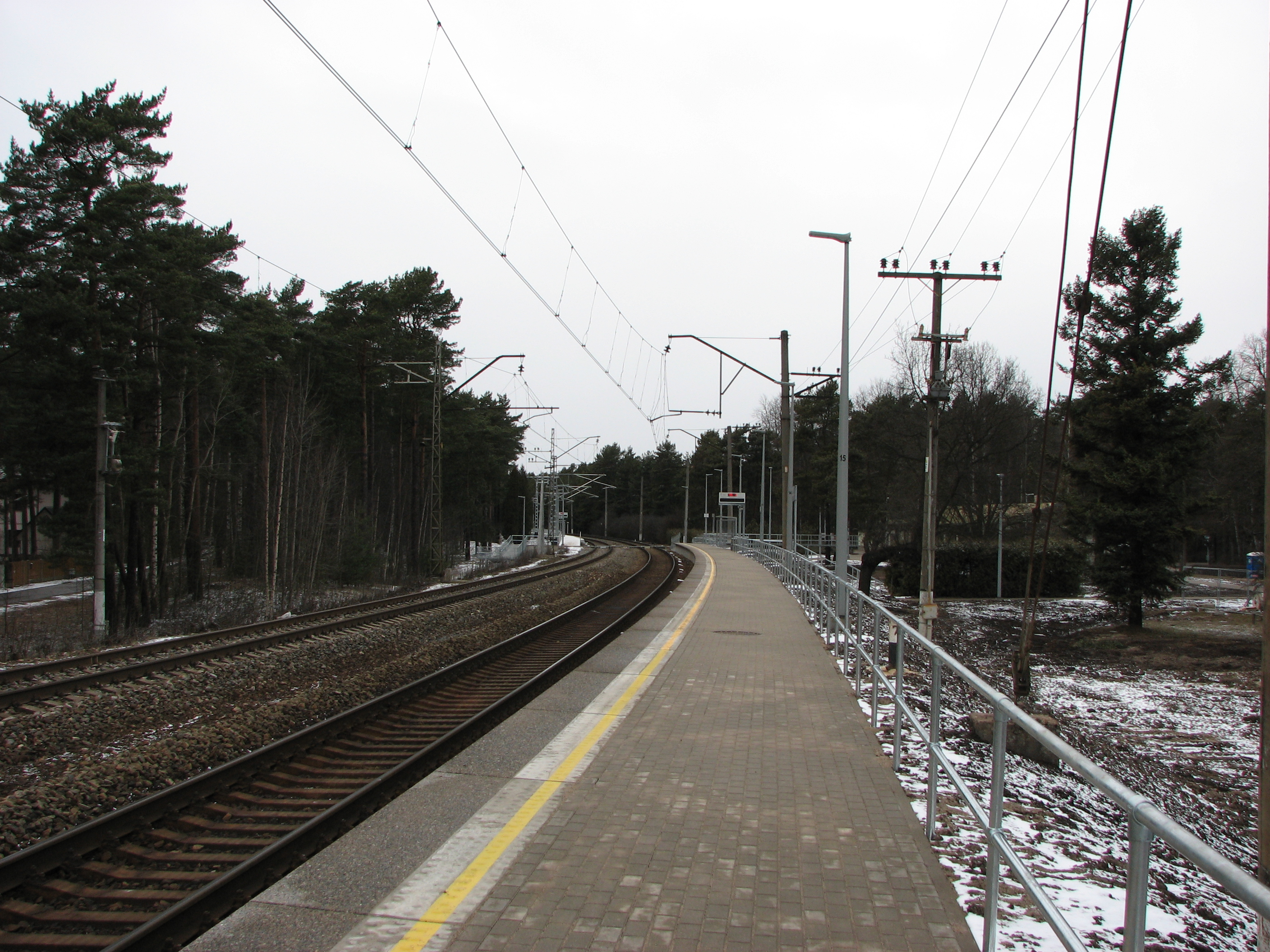
Тукумский перрон остановочного пункта Лиелупе (март 2016 года).
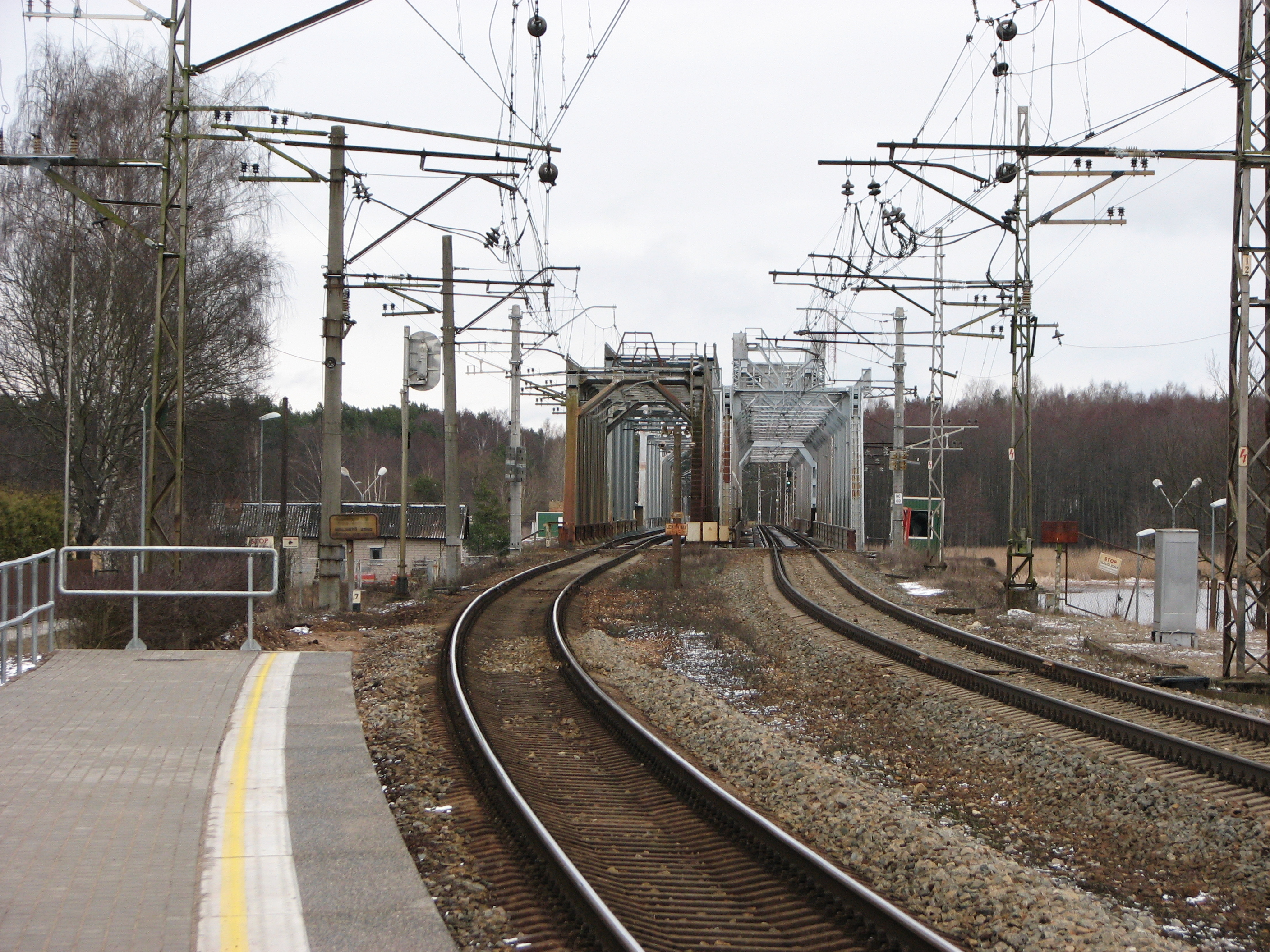
Вид на лиелупский железнодорожный мост с перрона (март 2016 года).
Пассажирское здание остановочного пункта Лиелупе (март 2016 года).